# 油遮断器
油遮断器（あぶらしゃだんき, OCB, Oil Circuit Breaker）は、絶縁油中で電流の開閉を行う遮断器である。
油入遮断器ともいう。
電力黎明時は気中遮断器が用いられていた。
やがて電圧上昇・電力増加に伴い気中遮断器では短絡事故など電力系統事故時における遮断能力の不足が危ぶまれた。
電流が大きいと、開閉器接点を開放しても接点電極間に発生したアーク放電によって通電した状態を維持してしまうからである。
そこで開閉器接点部分を絶縁性の高い油、すなわち絶縁油で浸すアイデアが生まれた。
これが油遮断器の始まりである。

## タンク形油遮断器
タンク形油遮断器（タンクがた あぶらしゃだんき）は、絶縁油で満たした容器内で開閉器接点をおいた油遮断器である。
電極を開放した際に電極間にはアーク放電が発生し、周囲の絶縁油は水素を主体とする混合気体に分解される。
水素は熱伝導性が高く、電極を冷却しアーク放電を消滅へと至らしめる。
当初は絶縁油で満たされた容器内に開閉器をそのまま浸しただけの簡単な構造をしていた。
その後、絶縁油分解時に発生する消弧ガスを効果的に利用するため、開閉器電極周囲を覆う消弧室（しょうこしつ）が開発された。
遮断電流の少ない場合、アーク放電が弱く消弧ガスの発生量が不足し、結果として遮断に時間を要する要因になっていた。
消弧室を設けることでそうした少量の消弧ガスでも遮断できるようになった。
タンク形油遮断器はアメリカ合衆国を中心に発展した。
タンク形油遮断器は対地間絶縁も容器内に満たした絶縁油によって行われており、結果として大量の絶縁油量を必要としていた。
使用油量を節減するため、タンクの形状に工夫が施された。

## 小油量形油遮断器
小油量形油遮断器（しょうゆりょうがた あぶらしゃだんき）は、既存のタンク形油遮断器よりも油量が少なくて済むよう改良した油遮断器である。
対地間絶縁を容器内の絶縁油によって行うタンク形油遮断器は、大量の絶縁油量を必要としていた。
小油量形では対地間絶縁をがいし柱で行うことで使用油量を数十分の一にまで削減したものである。
この構造からがいし形遮断器（碍子形遮断器, がいしがたしゃだんき）とも呼ばれる。
絶縁油交換が容易になり、保守面での利点が大きい。
小油量形油遮断器はヨーロッパを中心に発展した。
日本においても戦時中・戦後の絶縁油不足により小油量形油遮断器への需要が高まり、国内のメーカー数社はそれに応える形で小油量形油遮断器を開発した。
高岳の極小油量形遮断器（ごくしょうゆりょうがたしゃだんき, SCB, Small-oil-content Circuit Breaker）、日立の制弧遮断器（せいこしゃだんき, CCB, Control Circuit Breaker）、富士電機の膨張遮断器（ぼうちょうしゃだんき, ECB, Expansion Circuit Breaker）はその代表例である。

## 水遮断器
水遮断器（みずしゃだんき）は、絶縁油の代わりに水を用いた遮断器である。
水は絶縁油と同様、遮断時に発生するアーク放電に触れることで水素ガスを主成分とした混合気体に分解する。
水素ガスによって電極を冷却し、アークを消滅させるという原理自体は油遮断器と同様である。
電力系統の大容量化を前にして、その姿を消した。

## 現在
油遮断器は、その後のさらなる電力系統の大容量化・高信頼性化には追従できなくなった。
やがて絶縁油を必要としない空気遮断器が主流となった。
現在では大容量のものはガス遮断器へ、小容量のものは真空遮断器へと置き換えが進んでいる。
また、発ガン性物質であるPCB（ポリ塩化ビフェニル）が含まれている絶縁油があることも問題視されている。